# スペードの女王 (横溝正史)
『スペードの女王』（スペードのじょおう）は、横溝正史の長編推理小説。「金田一耕助シリーズ」の一つ。

## 概要
本作は、雑誌『大衆読物』1958年6月号に掲載された「ハートのクイン」を、1960年6月に東京文芸社から『続刊金田一耕助推理全集』が刊行開始される際に、第1巻として増補改稿・長編化した作品である。
本作は「顔のない死体」をテーマにした作品である。横溝には『真珠郎』『夜歩く』『トランプ台上の首』など「顔のない死体」を扱った作品が多く、これについて横溝は「ぼくは首を取るのが好きなのよ」と述べている。

## ストーリー
1954年（昭和29年）7月25日、今朝、関西から帰ってきたばかりの金田一耕助のもとに、坂口キクという女性が、有名な彫物師「彫亀」として知られている夫・坂口亀三郎の死の事故死を不審に思い、相談に訪れた。キクの話によると、2月28日、ベールをかぶった若い女が、キクが新宿の裏通りで営むおでん屋を訪れて彫亀に「自分の友達に刺青を入れて欲しい」と注文をしたという。不審に思いながらも引き受けた彫亀は、3月1日の夜10時、目隠しをされてベールの女の用意した防音設備がある部屋に連れ込まれた。ベールの女から、その部屋で薬で眠らされている女性に、自分と同じ左の内股に彫るよう指示された刺青は、トランプの「スペードのクイーン」だった。
そのスペードのクイーンを見た彫亀は、7年前の1947年（昭和22年）のはじめに、陳という中国人からの依頼で陳の妾に自分が彫った刺青だということを思い出した。そうしてほぼ監禁状態の中、刺青を彫らされ、3日後ようやく自宅に戻った彫亀は、「あの女はばかだ、そっくり同じにできたと満足していたけれど、おれが見ればすぐにわかるんだ」と、刺青に密かな悪戯を仕掛けてきたとキクに話した。その後、彫亀はベールの女の身元を探っていたが、3月20日の夜、彫物師仲間の会合に出かけた帰りに、翌日の午前1時に多武峰神社の前で死体となって発見されたという。
キクは彫亀の死に不審なものを感じながらも事故死として諦めていた。ところが、今朝の『東京日報』に昨7月24日に片瀬の沖に、26、7歳の女の首なし死体浮かんでいるのが発見され、死体の内股にスペードのクイーンの刺青があるという記事を読んで、彫亀の死と関係があるのではないかと金田一に相談に訪れたということだった。
一方、神田神保町にあるペンギン書房の婦人記者・前田浜子が出社すると、今朝の『東京日報』の社会面を読んでも余計なことを人に話すなと、男の声で電話があったことを同僚から聞く。浜子は『東京日報』の社会面に「首なし死体のスペードの女王」の記事を見つけて青ざめる。自宅に電話すると姉は帰ってきていないと聞き、ますます不安が募る。そこで以前に一度だけ会ったことがある金田一耕助に電話をするが、取り次いだ緑ヶ丘荘の管理人から金田一は関西に旅行中と言われて途方に暮れた浜子は、ひとりで片瀬に向かう。浜子の動向を知らない金田一は、かつて彫亀の事故死を捜査した等々力警部とともに片瀬に向かう道中に「スペードの女王」に関する話を聞く。

## 登場人物
- 金田一耕助 - 私立探偵
- 坂口キク - 事件の依頼人。彫物師「彫亀」の妻。おでん屋を営む。
- 坂口亀三郎 - 「彫亀」と呼ばれた有名な彫物師。故人。ベールをかぶった女に依頼され、かつて自分が彫った「スペードの女王」を同じ場所にそっくり彫る。
- スペードの女王が彫られた女 - 首なし死体で発見された身元不明の女性。内股に「スペードの女王」が彫られている。
- 前田浜子 - ペンギン書房の婦人記者。
- 前田豊子 - 浜子の姉で米国軍人の「オンリー」の女性。行方不明。
- 山上八郎 - ペンギン書房の社長兼編集者。
- 木谷晴子 - ペンギン書房の事務員。
- 神崎八百子 - X・Y・Zのホステス。岩永の愛人で内股に「スペードの女王」が彫られている。
- 岩永久蔵 - 汚職にまみれた成金で神崎八百子のパトロン。
- 伊丹辰男 - 岩永の知り合いで自称・秘書。
- 陳隆芳 （ちんりゅうほう）- 日本の麻薬密売業界の大ボス。事件前に亡くなっている。
- スペードの女王 - 陳の妾。陳側の使者も行っている。内股にスペードの女王が彫られていて猫目石の指輪をつけている。陳が亡くなった後の麻薬ルートを牛耳っている。
- 等々力警部 - 警視庁警部
- 高橋警部補 - 防犯部保安課の麻薬専門捜査官
- 今波警部補 - 鎌倉警察署の捜査主任
- 井口警部補 - 赤坂警察署の捜査主任
- 島田警部補[注 1] - 緑ヶ丘警察署の捜査主任

## 原型作品からの変遷
本作の発端部分は1948年の『双生児は囁く』から踏襲されたものであり、登場人物（彫亀夫妻）もそのまま（苗字は清水から坂口に変更）になっている。しかし、この作品に金田一は登場せず、あとの展開も異なっている。刺青が施された場所もこの作品では内股ではなく二の腕である。ただし、刺青のオリジナルと複製を区別する特徴に関するトリックは、そのまま踏襲されている。最終的な長編では作品全体を締めくくる等々力の科白までトリックが明らかにされないが、この作品では謎解きが始まる前に明らかにされており、金田一が登場する原型短編でも結末に至る前に金田一がトリックを推測している。
金田一が登場する原型短編『ハートのクイン』からは、作品名の通り「ハートのクィーン」が「スペードのクイーン」に変更されるなど全体に細かい加筆が多々施されているが、原型の設定と大きく矛盾するような変更は以下の通りである。
- 原型短編では陳隆芳が殺害されるところを、陳自身は2年前に病死していて、八百子ごと引き継いでいた岩永久蔵が殺害される設定に変更している。また、八百子の入れ墨がヘロイン取引で活用されて、八百子は正体不明の「スペードの女王」として知られていたという設定を追加し、豊子はその役割を引き継ぐつもりで協力していた設定としている。さらに「スペードの女王」を追う高橋警部補も新たに登場している。
- 前田浜子が片瀬へ向かう途上で金田一たちに遭遇して前田豊子に関する情報を提供する設定を、単独で片瀬へ行って殺害される直前に金田一に手紙を出していた設定に変更し、犯人がその手紙を実力行使で奪取しようとする展開を追加している。
- 谷口健三の役柄の重要な部分を謎の人物・伊丹辰男に分離、谷口は単に運び屋として利用されたうえ嫌疑を押し付けられそうになった設定に変更している。谷口が陳隆芳の元で重要な地位を占めており、死後には実質的に事業を引き継いでいるという設定は廃している。
- 事件の概要が明らかになったあと、金田一が山上八郎を尾行してボロを出す機会をうかがい、等々力たちを呼んで対決する展開を追加している。

## 収録書籍
- 東京文芸社『続刊金田一耕助推理全集1 スペードの女王』（1960年）
- 『スペードの女王』（1974年、春陽文庫、ISBN 4-394-39515-1）
- 『スペードの女王』（1976年、角川文庫 緑304-31、ISBN 4-04-130431-8）
- 『スペードの女王』（2021年改版、角川文庫 よ5-29、ISBN 978-4-04-111844-3）

### 金田一が登場する原型短編
- 『金田一耕助の新冒険』（1996年、出版芸術社、ISBN 4-88293-118-4）
- 『金田一耕助の新冒険』（2002年、光文社文庫、ISBN 4-334-73276-3）

### 冒頭発端部分の原型作品
- 『双生児は囁く』（1999年、カドカワノベルズ、ISBN 978-4-04-788140-2）
- 『双生児は囁く』（2005年、角川文庫、ISBN 978-4-04-355502-4）